# 소비자 운동
소비자 운동 또는 소비자 보호 운동(consumer movement)은 소비자의 권리를 증진시키기 위한 사회 운동이다. 생활협동조합, 시위 운동, 품질 검사, 소비자 교육 등 그 활동은 다양하게 전개된다.

## 역사
그 기원으로는 1844년 영국에서 발족한 로치데일 조합(Rochdale Society of Equitable Pioneers)을 들 수 있고, 본격적인 운동은 19세기 후반 미국에서 시작되었다.
1960년에는 각국의 소비자 단체가 연합하여 국제 소비자 연맹(The International Organisation of Consumers Unions)을 창립해 소비자 보호 운동의 국제적 협력 기반을 마련하였다. 이 단체는 1995년 국제 소비자 기구(Consumers International)로 명칭을 변경하였고, 오늘날에는 120개국의 250개 단체를 대표하고 있다.
본래 선진국을 중심으로 전개되던 소비자 운동은 세계적으로 산업 생산량이 증가함에 따라 상당수의 개발도상국에까지 확대되고 있다.

### 미국
1891년 뉴욕 소비자 연맹(Consumer's League of New York)이 결성되었고, 이것이 확대되어 1899년 전국 소비자 연맹(National Consumers League)이 발족하여 식품 품질 향상 운동을 벌였다. 1929년 소비자 연구소(Consumers' Research)가 설립되어 상품 검사 결과를 제공하는 운동을 전개하였다. 1936년 소비자 연합(Consumers' Union)이 발족하여 잡지 《컨슈머 리포트》(Consumer Reports)를 발행하는 등의 활동을 했다.
1960년대에는 랠프 네이더가 소비자 운동의 기수(旗手)로 활약하였다. 네이더는 제너럴 모터스를 상대로 자동차의 구조적 결함을 둘러싸고 치열한 공방 끝에 승리해 소비자 운동의 새로운 전기를 마련하였다. 네이더는 소비자 운동의 대명사가 되었고, 네이더를 추종하는 사람들이 모여 ‘네이더 네트워크(Nader’s Network)’를 만들었고, 젊은 법률가들이 ‘네이더 돌격대(Nader’s Raiders)’를 결성하여 대기업과 정부의 부정을 연달아 적발해냈다. 1970년대까지 네이더는 그야말로 미국에서 하나의 ‘사회적 현상’이 되었으며, 소비자들이 스스로 권리를 찾고자 하는 운동은 ‘네이더리즘’(Naderism)이라 불리게 되었다.

### 대한민국

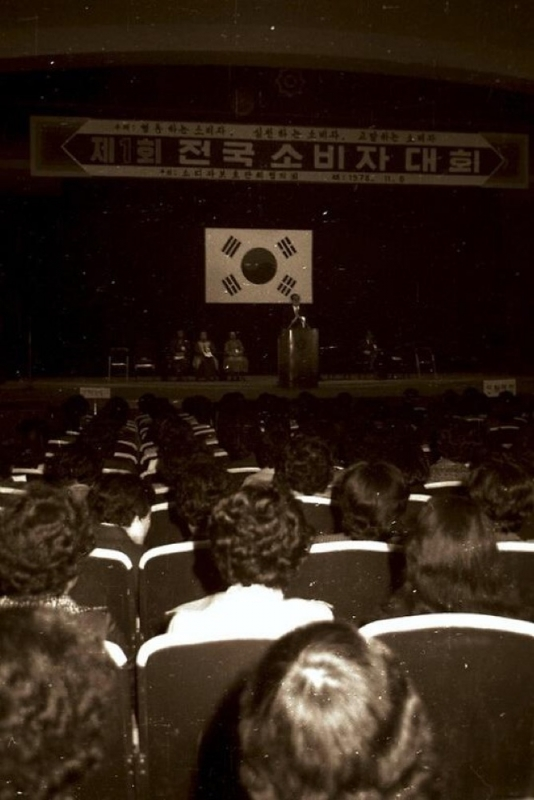
1978년 세종문화회관에서 개최된 제1회 전국 소비자 대회

그 기원은 1920년대 물산장려운동에서 찾을 수 있다. 1955년 대한여자기독교청년회연합회를 선두로 하여 1960년대에는 대한부인회와 대한어머니회가 국산품 애용 운동과 일본 상품 불매 운동을 벌였다.
1970년대에는 한국여성단체협의회를 비롯한 많은 여성단체가 소비자 운동에 참여하였다. 특히 이때부터 조직적인 소비자 단체들이 생겨나기 시작했는데 1970년에는 한국소비자연맹이 결성되었으며, 1976년에는 여러 시민 단체들이 모여 한국소비자단체협의회를 결성하였다.
1980년대에는 경제 규모가 확대되고 소비 상품이 다양화·고도화됨에 따라 종전의 민간 차원의 운동만으로는 한계가 있었다. 이리하여 1980년 「소비자보호법」이 제정되었고, 제8차 헌법개정 때 소비자 운동을 보호한다는 조항이 헌법에 들어가게 된 것이다.
1989년에 발생한 백화점 사기 세일 사건을 계기로 소비자들의 권리의식이 고무되기 시작하고 보다 전문적이고 체계적인 활동이 전개되었다.